# عمران أبو حجلة
عمران أحمد أبو حجلة، (مواليد دير استيا عام 1928)، هو كاتب ومترجم فلسطيني، يعرف باسمه الأدبي عمر الديراوي، الف وترجم ما يزيد عن الـ 30 كتاب في الأدب السياسي والتاريخ.

## سيرته
أنهى الكاتب عمران تعليمه الابتدائي والاعدادي في قرية دير استيا التي نشأ فيها، وأنهى الثانوية العامة في كلية الرشيدية في عام الـ 1948.
بداية مسيرته المهنية كانت في السلك التعليمي حيث تم تعينه كمدرس للغة الإنجليزية في مدرسة الفاضلية الواقعة في مدينة طولكرم، ومن ثم لينتقل لمدينة الظهران السعودية كمدرس للغة العربية.
عام 1953 عاد إلى فلسطين، لبلدة قلقيلية، وعين مدرساً للتاريخ في المدرسة السعدية في نفس البلدة، ليعود بعدها لمدرسة الفاضلية ويعلم بها حتى عام 1957، ومن ثم أنتقل للإقامة في دمشق، تحديداً مدينة صافيتا، ليعين كمعلم للغة الإنكليزية، عام 1959 سافر إلى بيروت ليكمل عمله كمدرس للغة الإنكليزية في مدارسها.
في بيروت عمل كمترجم ومدقق في دار الملايين للنشر، كما تولى الإشراف على سلسلة «الناجحون» التي أصدرتها دار النشر، بالإضافة إلى ذلك تولى منصب سكرتارية مجلة العلوم من عام 1964وحتى 1965، كما اشترك في تحرير القسم الإنجليزي من مجلة الرسالة التي أسست في بيروت من عام 1962 وحتى عام 1966.
التحق بجامعة بيروت العربية في عام 1967، وأحرز درجة الليسانس في التاريخ من نفس الجامعة وعلى دبلوم التربية عام 1968، التحق بكلية الآداب في الجامعة اللبنانية وشرع في إعداد رسالة لنيل الدكتوراه بعنوان «الايوبيون في اليمن».

## مؤلفاته
ترك 23 كتاباً في حقول الادب والسياسة والتاريخ. ألف عدداً من الكتب وترجم أخرى للغة العربية، التي حملت اسمه الجديد الذي اختاره وهو «عمر الديراوي» منها:
- الحرب العالمية الأولى (1962، 1964، 1966، 1970)، بيروت.
- اللغة الإنكليزية من غير معلم (جزءان)، بيروت.
- امرأتان لمورافيا، بيروت، 1961 (ترجمة).
- في قلب أفغانستان، 1961.
- أرض الأنبياء، عبد الله فليي، 1965، (ترجمة).
- فلسطين جريمة ودفاع، ارنولد تويتبي، 1962-1966، بيروت، (ترجمة).
- معضلة الحرب ومصير الإنسانية، 1962، بيروت.
- المسلمون الزنوج في أمريكا، دريك لنكولن، بيروت، 1962، (ترجمة).
- كنوز مدينة بلقيس، وندل فيليبس، بيروت، 1973، (ترجمة).
- حالات فوضى الآثار الاجتماعية للعولمة، معهد الأمم المتحدة لبحوث التنمية الاجتماعية، 1996، (ترجمة).[3]